# 인권운동연대
인권운동연대는 대구광역시에서 설립된 대한민국의 인권 운동 단체이자 시민사회단체이다. 빈곤 문제 해소와 차별 철폐 운동, 금융 피해자, 인권침해 상담 및 조정의 활동을 한다.

## 같이 보기
- 인권
- 인권연대
- 울산인권운동연대
- 전북평화인권연대
- 남성연대
- 전국여성연대
- 한국남성협의회